# 2189 Сарагоса
2189 Сарагоса (2189 Zaragoza) — астероїд головного поясу, відкритий 30 серпня 1975 року.
Тіссеранів параметр щодо Юпітера — 3,450.
Названо на честь іспанського міста Сарагоса.